# Vladimír Hajko
Vladimír Hajko (3. října 1920 Krompachy – 24. července 2011 Košice) byl slovenský a československý fyzik, vysokoškolský učitel, člen Slovenské akademie věd a Československé akademie věd, politik Komunistické strany Slovenska, poslanec Sněmovny lidu Federálního shromáždění za normalizace.

## Biografie
Dětství prožil v Tisovci, kde maturoval a pak studoval Přírodovědeckou fakultu Univerzity Komenského v Bratislavě (obor matematika-fyzika). Pak vyučoval na katedře fyziky Slovenské vysoké školy technické v Bratislavě. Roku 1953 odešel učit do Košic, nejdřív na tamní Vysokou školu technickou, jejímž byl prorektorem, od roku 1963 se podílel na vzniku Přírodovědecké fakulty Univerzity Pavla Jozefa Šafárika Košicích, kde vyučoval až do roku 1974, kdy se začal naplno věnovat práci v SAV. Od roku 1966 byl členem-korespondentem Slovenské akademie věd, od roku 1972 akademikem (od roku 1974 byl předsedou SAV). V roce 1965 se stal i členem-korespondentem Československé akademie věd a v roce 1973 akademikem ČSAV. Od roku 1980 byl ředitelem Ústavu experimentální fyziky SAV. V SAV setrval do odchodu na penzi v roce 1989. Publikoval desítky odborných studií.
Zastával i stranické a státní posty. V letech 1958-1989 se uvádí jako účastník zasedání Ústředního výboru Komunistické strany Slovenska. XIII. sjezd KSČ ho zvolil za kandidáta Ústředního výboru Komunistické strany Československa. Členem ÚV KSČ ho pak zvolil XIV. sjezd KSČ a ve funkci potvrdil XV. sjezd KSČ, XVI. sjezd KSČ a XVII. sjezd KSČ.
K roku 1971 se profesně uvádí jako člen SAV a ČSAV a rektor Univerzity Pavla Jozefa Šafárika. Ve volbách roku 1971 tehdy zasedl do Sněmovny lidu (volební obvod č. 188 – Košice, Východoslovenský kraj). Mandát obhájil ve volbách v roce 1976 (obvod Košice-venkov), volbách v roce 1981 a volbách v roce 1986 (obvod Košice I). Ve Federálním shromáždění setrval do prosince 1989, kdy rezignoval na svůj post v rámci procesu kooptace do Federálního shromáždění po sametové revoluci.
V roce 1962 mu byl udělen Řád práce, v roce 1977 titul Hrdina socialistické práce.